# Mâze
Mâze [ˈmaːsə] ist ein mittelhochdeutsches Wort für Maßhalten, Mäßigung. Es kennzeichnet die durch „zuht“ (lebenslange Selbsterziehung) erreichte Ausgewogenheit zwischen zwei Extremeigenschaften, welche die gottgewollte Ordnung zerstören. Die Mâze gehörte zum Grundkanon der ritterlichen Tugenden der  mittelhochdeutschen Dichtung.

## Bedeutung
Im hochmittelalterlichen Tugendkanon der „manheit“ (Tapferkeit), der „staete“ (Beständigkeit), der „triuwe“ (Treue), der „zuht“ (Wohlerzogenheit), der „höveschkeit“ (höfische Bildung), der „werdekeit“ (Würde), der „êre“ (ritterliches Ansehen), der „milte“ (Großzügigkeit), der „güete“ (Freundlichkeit) kam der „mâze“ eine Ausnahmestellung zu. Die „mâze“ beinhaltet die Bändigung der Triebe und Leidenschaften. Gegenbegriff ist die „unmâze“. Die Erfüllung des Tugendkatalogs diente der Bewahrung der göttlichen Weltordnung. Noch das gleichnamige Gedicht „Die Mâze“ der höfischen Spätzeit des 13. oder frühen 14. Jahrhunderts preist die „mâze“ als die Mutter aller Tugenden, mit deren Hilfe „mit êren gotes hulde zu gewinnen“ sei (V. 117–119). Das Versgedicht gibt allgemeine, nach Geschlechtern getrennte Lebensregeln für Männer und Frauen. Mâze wird durch „zuht“ erreicht, die eine strenge Selbsterziehung und einen lebenslangen Reifungsprozess beinhaltet, bei dem der verehrten „frouwe“ als Wegweiserin und Vorbild ein wesentlicher Anteil zukommt.

## Literarische Dokumentation

### Mittelhochdeutsche Epik
Heinrich von Veldeke (ca. 1145–1195) thematisiert in seinem Hauptwerk „Eneit“ (Äneas-Epos) den angemessenen Umgang mit der „Minne“. Wichtiges Kriterium dafür ist die „mâze“. Menschen, die bei der Aneignung der „mâze“ versagen und der „unmâze“ verfallen, verstoßen gegen die verpflichtende göttliche Ordnung und haben dies entsprechend zu büßen. „Unmâze“ ist nach Veldeke die Ursache allen Übels. Dies wird an zwei gegensätzlichen Frauengestalten, Dido und Lavinia, die sich um die Gunst des Äneas bemühen, kontrastierend exemplifiziert: Das Triebhafte und Sinnliche muss gezügelt werden, damit das Seelische und Sittliche sich entfalten kann. Dido zerstört ihre Minne durch ihre zwanghafte Maßlosigkeit. Sie bekennt: „Ich habe euch „in unmâze“ geliebt“. Sie hat dadurch ihre Frauenehre vernichtet und ihre königliche Stellung bedroht, was sie nach göttlichem Willen in den Freitod treibt. Lavinias Minne endet glücklich, weil sie in Einklang gebracht wird mit der Weltordnung und in die Ehe mündet. Auch bei den anderen Figuren setzt sich dieses Prinzip der zerstörerischen Wirkung der „unmâze“ durch: Lavinias Mutter stirbt an der Maßlosigkeit ihres Zorns, weil die Ereignisse sich nicht nach ihren Wünschen entwickeln. Und Turnus, der sich unritterlich in ungezügelten Hasstiraden gehen lässt, überheblich auftritt und sich als ehrloser Leichenschänder vergeht, unterliegt schließlich nach der Fügung der Götter im Kampfe dem sittlich überlegenen Helden Äneas.
Auch im höfischen Epos von Wolfram von Eschenbach (ca. 1170–1220) werden „zuht“ und „mâze“ als verpflichtender Anspruch für jedes Mitglied der ritterlichen Gesellschaft propagiert. Dabei geht es nicht um die Darstellung einer gelebten Wirklichkeit, sondern um erzieherische Motive. In ihrer Ehrgesinnung idealisierte Menschen und entsprechende Geschehnisse sollen eine Vorbildwirkung ausüben auf das Handeln und die Vollendung der Persönlichkeit des edlen Ritters.

### Mittelhochdeutsche Lyrik und Spruchdichtung
Im Spätwerk des mittelhochdeutschen Dichters Walthers von der Vogelweide (ca. 1170–1230) wird Mâze zu einem Leitwort. Walthers Groll wird von der Erfahrung eines gesellschaftlichen Wandels, dem Gefühl des Untergangs der Epoche der höfischen Dichtung, ausgelöst, die er in einer literarischen Fehde mit dem aufsteigenden Kontrahenten Neithart von Reuental glaubt verteidigen zu müssen. Sein explizit ausgesprochener Zorn gilt der „unfuoge“ einer „schâmelos“ gewordenen Jugend, welche die „mâze“ verloren hat und in einer „doerperlichen“ Poesie zu versinken droht. Mit einem Bild aus dem Brettsteinspiel beklagt er die Verwirrung der gottgewollten Grundordnung durch die „unmâze“ der männlichen Weiber und weibischen Männer, der pfaffenhaften Ritter und ritterhaften Pfaffen, der alten Juncker und jungen Altherren. (Sprüche der Reihe 78.24 ff)
In der Minnedichtung sucht er einen Kompromiss zwischen der Vorstellung der höfisch überhöhten, verklärten, distanzierten, verehrten „frouwe“ der „hohen Minne“ und der Frau als innig erlebter Mädchen-Erscheinung der „herzeliebe“ in der heraufziehenden „niederen Minne“. Das Produkt der „mâze“ ist die „ebene Minne“, in der die verehrte Frau gleichzeitig „friundin unde frouwe“ ist: In seinem „Gesprächslied“ (43.9) und in seinem „Anruf an Frau Mâze“ (46.32) verlangt er, die Minne solle „ze mâze nider unde hô“ sein, d. h. sich im Mittelfeld der Extreme von doerperlich-niederer und höfisch-hoher Minne bewegen.